# Liste der Monuments historiques in Le Doulieu
Die Liste der Monuments historiques in Le Doulieu führt die Monuments historiques in der französischen Gemeinde Le Doulieu auf.

## Liste der Bauwerke
| Bezeichnung | Beschreibung | Standort                   | Kennzeichnung | Schutzstatus | Datum | Bild |
| ----------- | ------------ | -------------------------- | ------------- | ------------ | ----- | ---- |
| Motte       | Mittelalter  | La Ferme du Château (Lage) | PA00107487    | Inscrit      | 1980  |      |